# Arif Mehdiyev
 (juillet 2024).
Arif  Mehdiyev (en azéri : Arif Şəfaət oğlu Mehdiyev ; né le 19 décembre 1934 à Bakou et mort le 19 décembre 2016 à Bakou) est un scientifique émérite, Académicien. Il est le fils de l'Académicien Chafaet Mehdiyev.

## Biographie
Arif  Chafaet oghlu Mehdiyev est le fils de l’académicien Chafaet Mehdiyev, docteur ès-science en géologie et minéralogie de l’Azerbaïdjan.
- En 1952–1957, études à l’Institut de communication d'électrotechnique de Moscou
- Dès 1957, activité scientifique à l’Institut de Physique d’ANAS de la RSS d’Azerbaїdjan
- 1961-1965, entreprise close près le Ministère de l’Industrie électronique de l’URSS
- 1965-1966, ingénieur supérieur au Comité d’État de projet de l’Azerbaїdjan.
- En 1969, A. Mehdiyev défend sa thèse en sciences physiques et mathématiques[1].
- 1966-1974, il est chercheur supérieur à l’Institut de Physique de l’ANAS de l’Azerbaїdjan.
- En 1984 il défend sa thèse de doctorat. En 1987 il reçoit le titre de professeur.
- 1973-1991, A.Mehdiyev est nommé directeur-adjoint pour la science au Centre scientifique Caspiy de l’ANAS, transformé plus tard en Institut des recherches cosmiques des ressources naturelles.
- 1991-2003, il est à la tête de l’Agence nationale des recherches aérocosmiques comme directeur général
- 2001-2007, il est académicien et vice-président de l’ANAS.
- Dès 2002 et jusqu’aux derniers jours de sa vie A. Mehdiyev est président de la Commision Supérieure d’Attestation auprès du Président de la République d’Azerbaïdjan.

Arif Mehdiyev est l’auteur de plus de 300 oeuvres scientifiques et plus de 50 inventions. Il est lauréat du Prix d'État de la République d'Azerbaïdjan.

## Décorations
- Ordre de la Gloire (Azerbaïdjan)[3]
- Ordre de l'Honneur (Azerbaïdjan)[4]